# Enischnelater
Enischnelater is een geslacht van kevers uit de familie  
kniptorren (Elateridae).
Het geslacht is voor het eerst wetenschappelijk beschreven in 1996 door Calder.

## Soorten
Het geslacht omvat de volgende soorten:
- Enischnelater specularis (Candèze, 1889)
- Enischnelater suavis (Candèze, 1900)